# Corgengoux
Corgengoux är en kommun i departementet Côte-d'Or i regionen Bourgogne-Franche-Comté i östra Frankrike. Kommunen ligger i kantonen Seurre som tillhör arrondissementet Beaune. År 2022 hade Corgengoux 381 invånare.

## Befolkningsutveckling
Antalet invånare i kommunen Corgengoux
Referens:INSEE